# Local Operating Network
Local Operating Network (LON) ist ein Standard für einen Feldbus, der vorwiegend in der Gebäudeautomatisierung eingesetzt wird.
LON wurde von der US-amerikanischen Firma Echelon Corporation um das Jahr 1990 entwickelt. Seit Dezember 2008 ist diese Technologie von der IEC und der ISO als internationale Norm anerkannt und in der Normenreihe 14908-x dokumentiert, nachdem sie bereits als Europäische Norm unter denselben Kennziffern geführt wurde.
Zu diesem Zeitpunkt waren mehr als 100 Millionen Geräte mit dieser Technologie installiert. LON wird beispielsweise im Willis Tower, am Flughafen Frankfurt Main, Post Tower Bonn, Business Tower Nürnberg, zur Steuerung der Osloer Straßenbeleuchtung und im Reichstagsgebäude eingesetzt.

## Konzept
Der ursprüngliche Kerngedanke des LON-Feldbussystems war die dezentrale Automatisierung in flachen, d. h. nicht oder nur wenig vertikal unterteilten Systemen. Im LON kommunizieren Geräte (in der Terminologie Knoten bzw. engl. Nodes genannt) über einen Bus miteinander. Der gedankliche Ansatz der dezentralen Automatisierung mit LON sieht eine Unterteilung der Nodes in Sensoren, Aktoren und Controller vor. Nur lokal benötigte Informationen sollen dabei möglichst an „Ort und Stelle“ verarbeitet werden. Dieses Konzept steht im Gegensatz zu hierarchisch orientierten Systemen, in welchen ein übergeordneter Rechner (in der Regel eine Speicherprogrammierbare Steuerung - Direct Digital Control - Station) alle Daten einsammelt.

## Hardware
Hardwareseitiges Kernstück dieses Feldbussystems ist der Neuron (Chip).
Der Neuron-Chip enthält drei 8-Bit-Prozessoren (CPUs):
- Die Media-Access-CPU kontrolliert die physische Verbindung zum Netzwerk.
- Die Network-CPU ist für die Kodierung und Dekodierung der Netzwerknachrichten verantwortlich.
- Auf der Application-CPU läuft die vom Anwender programmierte Software, welche die eigentliche „Intelligenz“ eines Knotens repräsentiert.

Jeder Neuron-Chip enthält eine weltweit einmalige, 48 Bit lange ID-Nummer (die Neuron-ID), mit deren Hilfe jeder Bus-Knoten im Netz eindeutig identifizierbar ist. Der Neuron-Chip wurde zunächst sowohl von der Firma Motorola als auch von der Firma Toshiba hergestellt. Anfang 2001 stellte Motorola allerdings die Produktion des Neuron-Chips ein. Neu hinzu kamen Cypress und Echelon. Inzwischen sind auch Lösungen verfügbar, bei denen der LON-Protokollstack auf anderen Prozessoren (z. B. ARM7) läuft.
Das Kommunikationsprotokoll dieses Feldbusses wird als LonTalk-Protokoll bezeichnet. Das LonTalk-Protokoll definiert die Schichten 2 bis 7 des OSI-Referenz-Modells. Für die physische Schicht (Schicht 1 des OSI-Modells) stehen verschiedene Transceiver zur Verfügung, wie zum Beispiel leitungsgebundene Übertragung, Funk, Glasfaser aber auch Powerline-Kommunikation.
Die Datenkodierung auf der physischen Schicht kann direkt durch den Neuron-Chip oder durch den Transceiver selbst gesteuert werden. Für die direkte Steuerung bietet das LonTalk-Protokoll die Betriebsart Direct Mode. Die Kodierung der Daten erfolgt im Manchester-Code. Als Zugriffsverfahren wird ein modifiziertes p-persistentes CSMA mit optionaler Kollisionserkennung eingesetzt, wobei die Möglichkeit besteht, einzelne Nachrichten zu priorisieren. Im Special Purpose Mode können Transceiver mit eigener Signalverarbeitung angesteuert werden. In diesem Mode übernimmt der Transceiver selbst die Steuerung des Medienzugriffs. Grundsätzlich ist dieses Feldbussystem ein Multimastersystem.
Aus logischer Sicht kommunizieren die Knoten über Kommunikationsobjekte miteinander, sogenannter Network Variables (NV). Damit Knoten verschiedener Hersteller miteinander kommunizieren können, werden so genannte SNVTs (Standard Network Variable Types) definiert. Das sind Datentypen aus Anwendersicht, z. B. der Typ SNVT_temp_p, welcher eine Temperatur verkörpert. Die Organisation, welche das vorantreibt, ist die LonMark International.

## Software
Softwareseitig werden Knoten mit Applikationen für Standardaufgaben oder frei programmierbare Systeme eingesetzt.
Für die Applikationen mit Standardaufgaben werden die Netzwerkschnittstelle und – soweit notwendig – auch die Aufgaben in LonMark standardisiert bzw. empfohlen. Die Aufgaben werden in LonMark Objekten – auch als Funktionsprofile (functional profiles) bezeichnet – gegliedert. Beispiele sind das Lamp Actuator, das Switch und das Constant Light Controller Objekt.
Freie Programmierung erfolgt z. T. über Neuron C (z. B. mit dem NodeBuilder der Firma Echelon), einer ANSI C Erweiterung oder über grafische Programmierung (z. B. mit dem Programmiersystem IPOCS der Firma SysMik).
Für die Festlegung der Kommunikation zwischen den Geräten (das „Binding“), die Inbetriebnahme und die Verwaltung in LON-Netzen werden Netzwerkmanagementtools eingesetzt. Für den physischen Zugriff auf die LON-Netze werden Netzwerkschnittstellen verschiedener Arten eingesetzt, u. a. PC Einsteckkarten.
Für die softwaretechnische Verwaltung der Informationen hat sich LonWorks Network Services (LNS) durchgesetzt, eine Client/Server-Architektur mit integrierter Datenbank. Für die Anbindung an die Gebäudeleittechnik (GLT) – oder in der allgemeinen Sprechweise der Automatisierer an SCADA Systeme (Supervisory Control and Data Acquisition) – existieren Schnittstellen, wie sie dem Stand der Technik entsprechen, z. B. über OLE for Process Control (OPC).
Wie auch bei einigen anderen Bussystemen gestattet es die LON-Topologie, Controller (Produkte) unterschiedlicher Hersteller miteinander zu kombinieren. Zur Parametrierung der Geräte und zur Erstellung der Bindings stehen diverse LNS-Netzwerkmanagementools von verschiedenen Herstellern (z. B. LonMaker von Echelon, NL220 von Newron System, ALEX von spega oder CARE von Honeywell) zur Verfügung. Sie unterscheiden sich sowohl durch die Art der grafischen Darstellung des LON-Netzes als auch durch den Umfang der angebotenen Management Services.
Bei der Verwendung der LNS Architektur der Fa. Echelon müssen für jeden in das Netzwerk eingebundenen Knoten einmalig Lizenzgebühren (Device Credits) gezahlt werden. Um diese Kosten zu umgehen, haben einige Hersteller Netzwerkmanagementsysteme entwickelt, die nicht auf LNS basieren. Beispiele für derartige Systeme sind NLStart der Firma Newron System, das NiagaraAX-Framework der Firma Tridium und Honeywell CARE.

## Frameworks
- OSGi: Middleware-Standard (Java-Framework) für die Einbindung von LON in Service-Gateways

## Organisationen
Die internationale Organisation der Hersteller, Integratoren und Nutzer der LON-Technologie ist LonMark International mit Sitz in San Jose, Kalifornien, USA.
In Deutschland ist eine Nutzerorganisation für LON aktiv, die LonMark Deutschland (ehemals „LON Nutzer Organisation e. V. LNO“). Fast alle bekannten Hersteller von LON-Geräten und anerkannte Spezialisten auf diesem Gebiet sind in der LonMark Deutschland aufgeführt.
Sogenannte LonMark Affiliates sind auch in anderen europäischen Ländern sowie in Asien und Amerika aktiv.
Die europäischen LonMark Affiliates organisieren sich in der LonMark Europe.

## Normen und Standards
Aktuell ist im deutschsprachigen Raum die DIN EN 14908-Reihe. Demnächst wird es eine internationale Norm zu der der finaler Entwurf in der weltweiten Abstimmung liegt, vgl. ISO/IEC FDIS 14908-Reihe (hier nicht aufgeführt).
- DIN EN 14908-1:2007-11 – Firmenneutrale Datenkommunikation für die Gebäudeautomation und Gebäudemanagement – Gebäudedatennetzprotokoll – Teil 1: Datenprotokollschichtenmodell; Englische Fassung EN 14908-1:2005. Beuth, Berlin 2007.
- DIN EN 14908-2:2006-01 – Firmenneutrale Datenkommunikation für die Gebäudeautomation und Gebäudemanagement – Gebäudedatennetzprotokoll – Teil 2: Kommunikation über paarig verdrillte Leitungen; Englische Fassung EN 14908-2:2005. Beuth, Berlin 2006.
- DIN EN 14908-3:2007-02 – Firmenneutrale Datenkommunikation für die Gebäudeautomation und Gebäudemanagement – Gebäude Netzwerk Protokoll – Teil 3: Kommunikation über die Stromversorgungsleitungen; Englische Fassung EN 14908-3:2006. Beuth, Berlin 2007.
- DIN EN 14908-4:2007-02 – Firmenneutrale Datenkommunikation für die Gebäudeautomation und Gebäudemanagement – Gebäude Netzwerk Protokoll – Teil 4: Kommunikation mittels Internet Protokoll (IP); Englische Fassung EN 14908-4:2006. Beuth, Berlin 2007.